# Nakhon Pathom
Pour la province de Thaïlande, voir Province de Nakhon Pathom.
Nakhon Pathom (thaï : นครปฐม, API : [náʔkʰɔ̄ːn pā.tʰǒm]) est une ville du centre de la Thaïlande, chef-lieu de la province de Nakhon Pathom. Située à environ 60 kilomètres à l'ouest de Bangkok, elle compte plus de 120 000 habitants (2000).
Nakhon Pathom abrite le plus grand stûpa du monde, le chedi de Phra Pathom, haut de 127 m et de 95,30 m de diamètre : c'est le seul chedi de Thaïlande à avoir conservé de façon aussi perceptible la forme du tertre originel ainsi que la flèche que rappelle les parasols des stupas,.

## Histoire
Nakhon Pathom signifie la "ville initiale" et elle fut peut-être "la" ou "l'une des" capitales de Dvaravati. Les fouilles archéologiques qui y ont été effectuées ont permis de dégager des vestiges de la civilisation môn de Dvaravati, une civilisation pré-siamoise datant du VIe siècle au XIe siècle. .
Un stûpa est mentionné sur les lieux dans un texte bouddhique de 675, mais les découvertes archéologiques sont plus ancienne et remontent au IVe siècle. Au XIe siècle, ce stûpa a été recouvert par un prang de style khmer, plus tard envahi par la jungle. Cette ruine a été visitée plusieurs fois par le futur roi Mongkut, alors qu'il était bonze (entre 1824 et 1851). Couronné sous le nom de Rama IV en 1851, il ordonna son remplacement par un stûpa plus grand. Le Phra Pathom Chedi (en) fut terminé en 1870, après 17 ans de travaux. La population du district voisin de Nakhon Chai Si reçut l'ordre de s'installer dans la nouvelle ville fondée autour du stûpa, Nakhon Pathom.
En 1907, le futur roi Rama VI y a commencé la construction d'une résidence royale, le Palais de Sanam Chan. Une partie de cet ensemble abrite aujourd'hui le vice-gouverneur de la province de Nakhon Pathom, les autres formant un des campus de l'université Silpakorn.

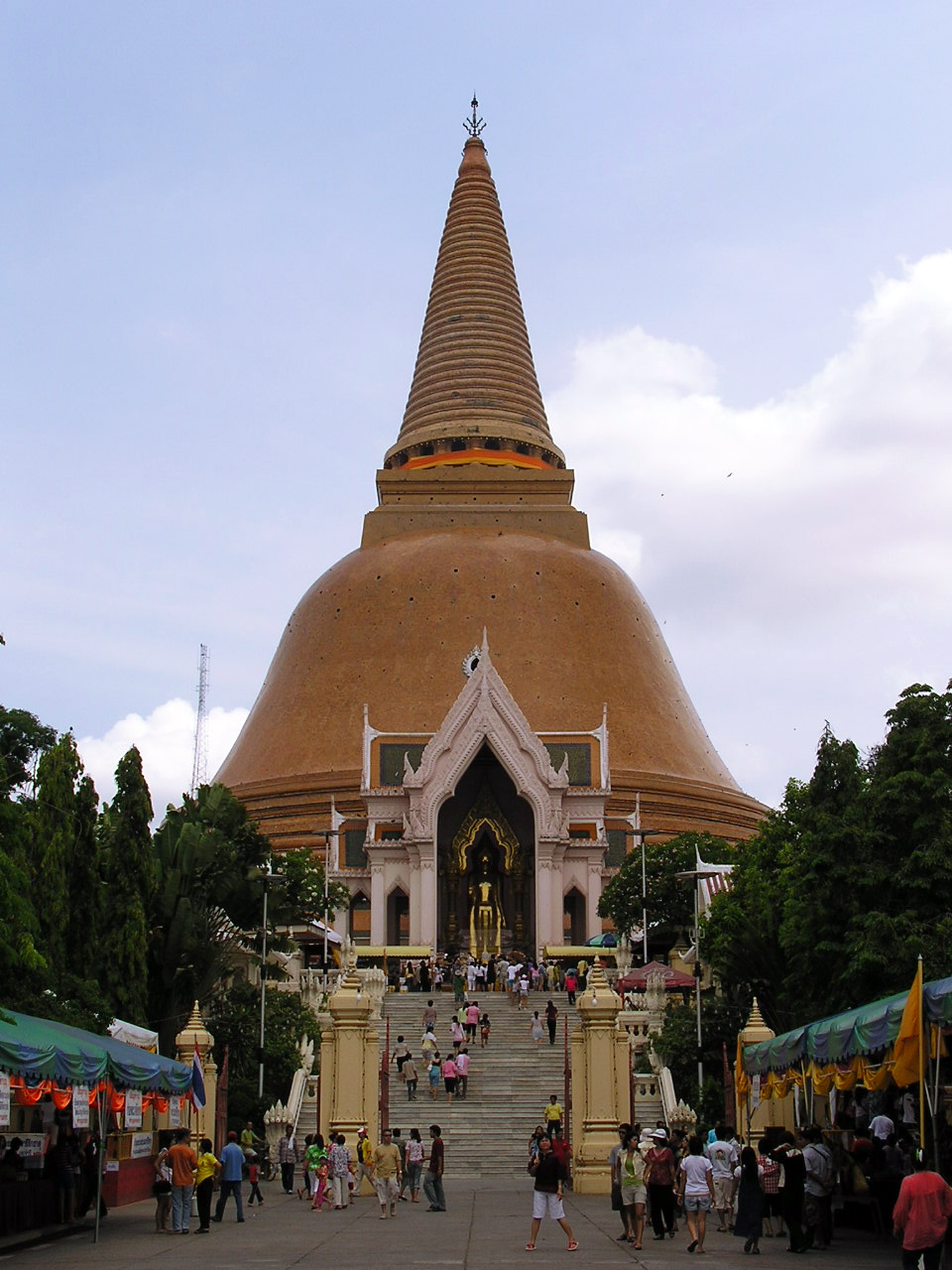
Chedi de Phra Pathom
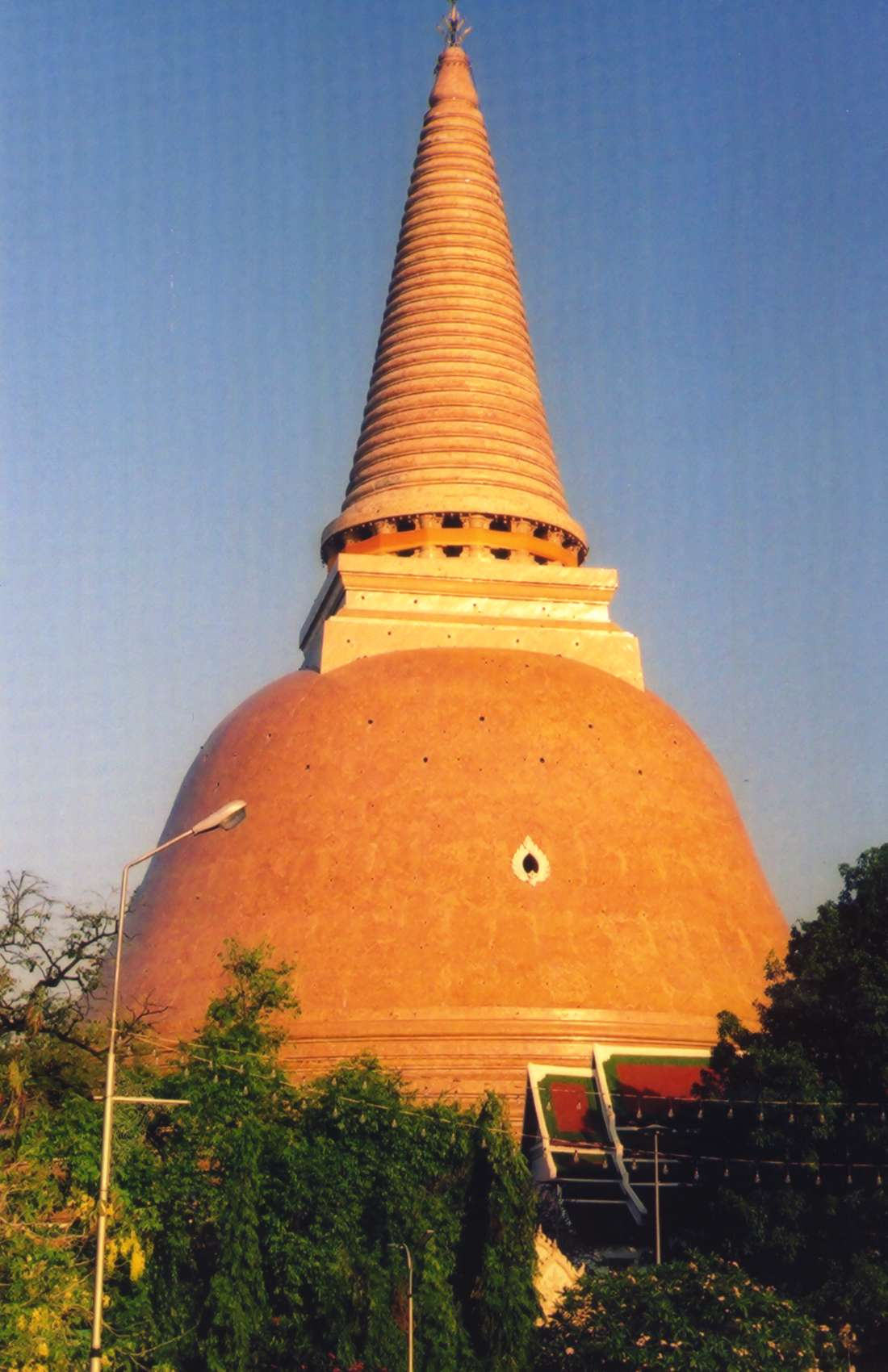
Le Phra Pathom Chedi (en).
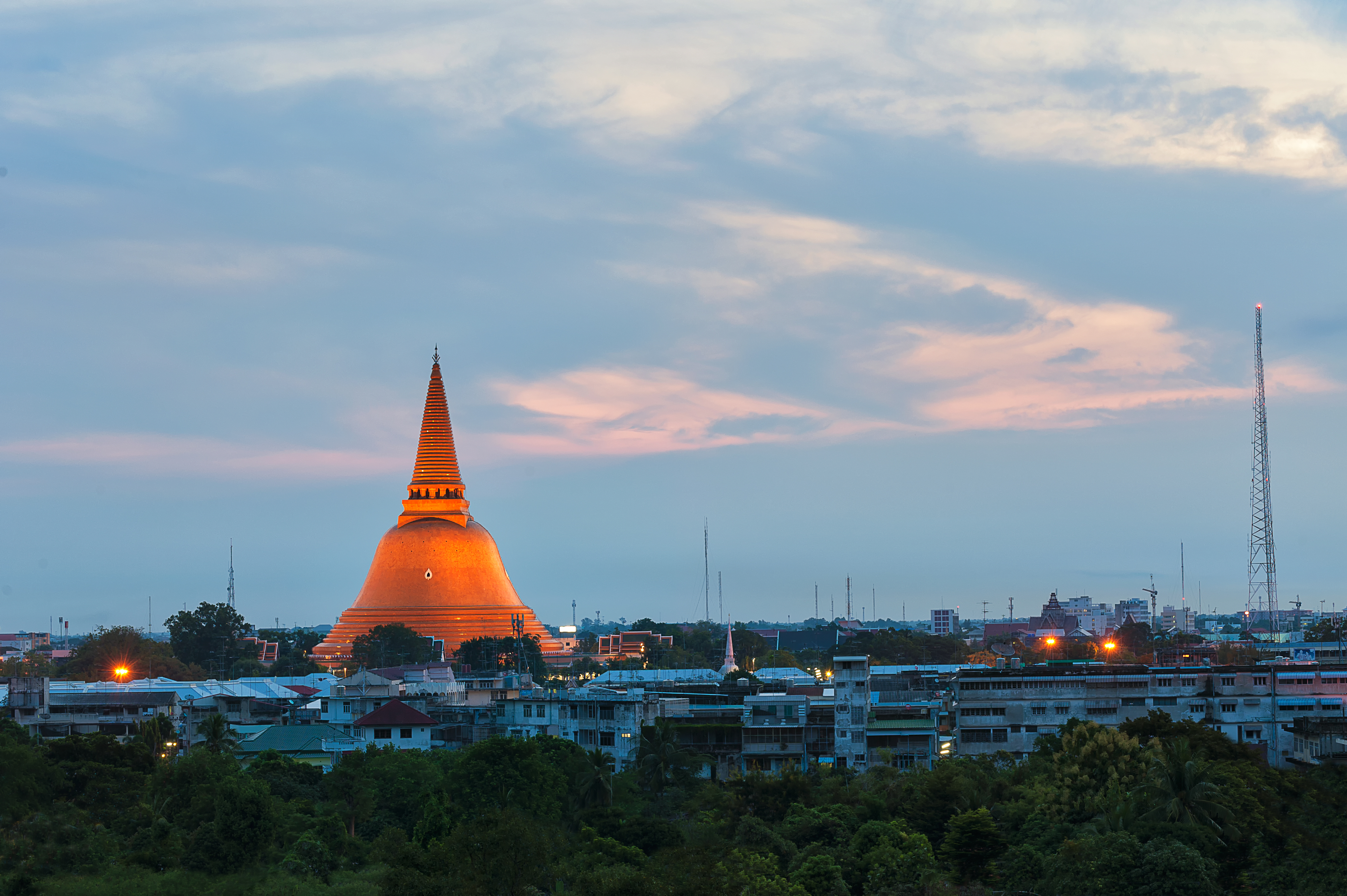
Chedi de Phra Pathom et la ville
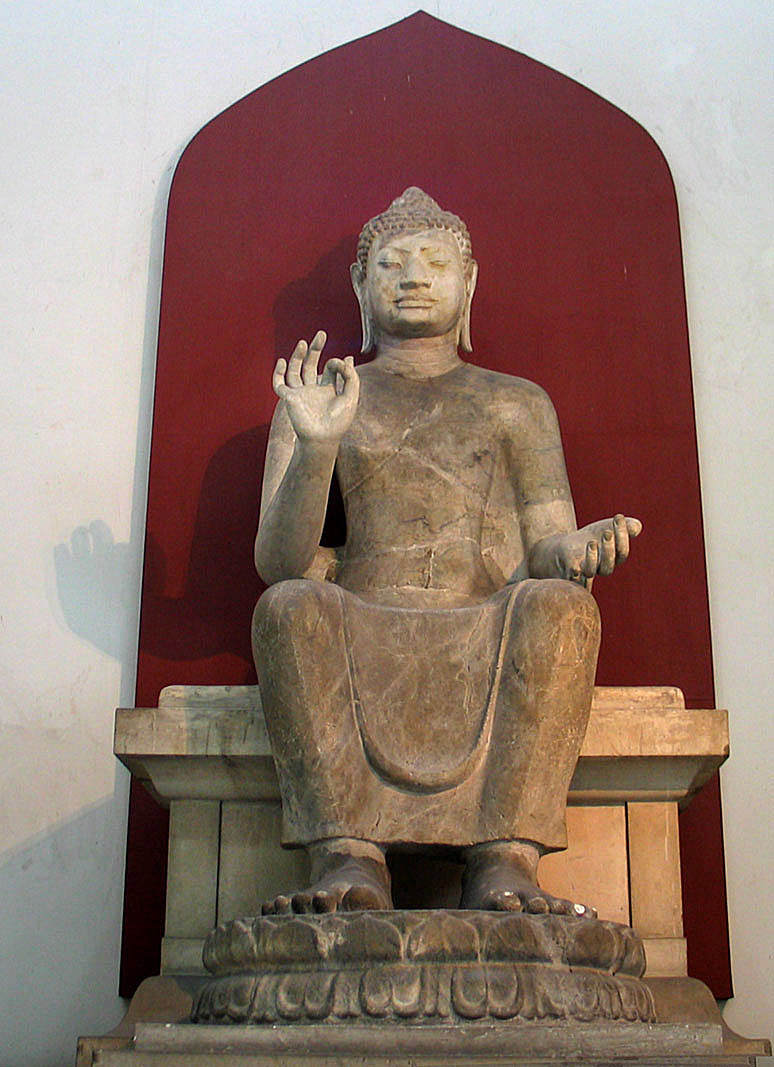
Bouddha dans le style de Dvâravatî, Wat Phra Pathommachedi
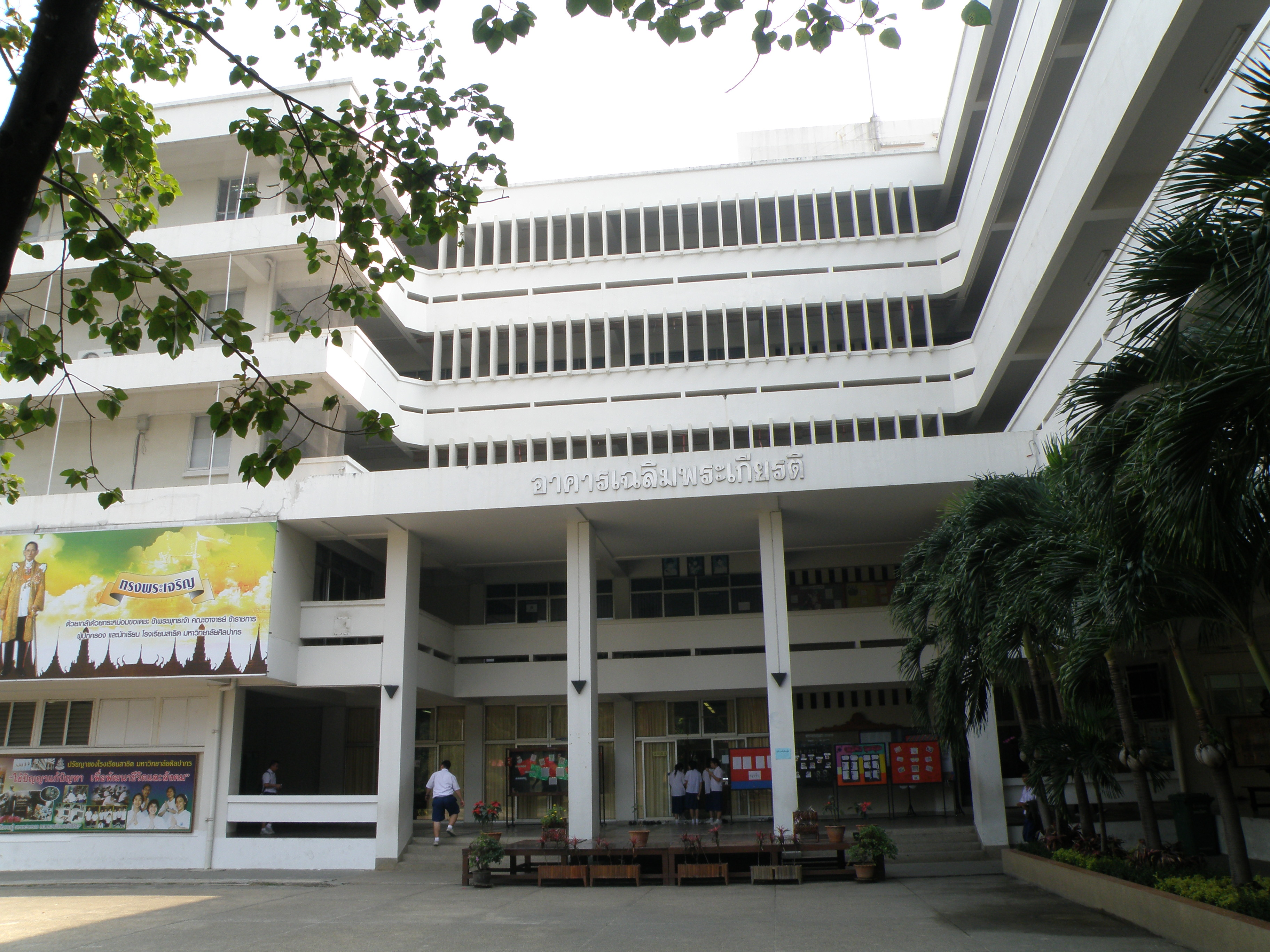
Un des bâtiments de l'Université Silpakorn.

## Divers
Nakhon Pathom possède un club de football, le Nakhon Pathom United.